# Бране
Бране (фр. Brannay) насеље је и општина у источном делу централне Француске у региону Бургоња, у департману Јон која припада префектури Санс.
По подацима из 2011. године у општини је живело 760 становника, а густина насељености је износила 70,31 становника/km². Општина се простире на површини од 10,81 km². Налази се на средњој надморској висини од 169 метара (максималној 191 m, а минималној 139 m).

## Демографија
| 1962. | 1968. | 1975. | 1982. | 1990. | 1999. | 2011. |
| ----- | ----- | ----- | ----- | ----- | ----- | ----- |
| 275   | 282   | 293   | 353   | 434   | 496   | 760   |

График промене броја становника у току последњих година